# Centaurea lacerata
Centaurea lacerata là một loài thực vật có hoa trong họ Cúc. Loài này được (Hausskn.) Halácsy mô tả khoa học đầu tiên năm 1898.